# Osman II
Osman II, född 1605, död 1622, var sultan över Osmanska riket 1618–1622. 
Osman var son till Ahmed I och Mahfiruz Hadice Sultan. Han blev efter sin fars död (1617) undanskjuten från tronföljden till förmån för den kungliga familjens äldste man, hans farbror Mustafa I. Det skedde enligt faderns eget förordnande och är första exemplet på tillämpningen av den i Turkiet därefter gällande principen för tronföljden. 
Osman kom genom en palatsrevolution vid 14 års ålder på tronen, i början av 1618. Under Osmanska rikets gränsfejder med Polen utkämpades år 1620 ett stort slag vid Iași som föranledde sultanen att själv dra ut i fält. Men efter att ha drabbats av nederlag tvingades han gå med på fred år 1621.
Då Osman gav janitsjarerna skulden för denna motgång övertalades han av sin storvesir att försöka befria sig från dem och i stället stödja sig på rikets asiatiska provinser. En pilgrimsfärd till Mecka skulle sätta honom i stånd att utföra denna plan. Men janitsjarerna fick reda på vad som var i görningen och tvingade Osman att avstå från sin resa. Då han vägrade att utlämna storvesiren åt dem blev han mördad, och Mustafa blev åter sultan.